# Иннис, Пройбин
Сэр Пройбин Эллсуорт Иннис (англ. Probyn Ellsworth Inniss; 18 ноября 1936, Челленджер Вилладж, Сент-Китс, колония Наветренные острова, Британская империя — 12 марта 2017, Хампстед, Лондон, Великобритания) — государственный деятель островов Сент-Китс и Невис, губернатор Сент-Кристофер-Невис-Ангильи (1975—1980), губернатор Сент-Китс и Невис (1980—1981).

## Биография
В 1955 г. окончил гимназию, на протяжении двух лет работал в министерстве финансов и таможни. В 1961 г. окончил Университетский колледж Вест-Индии со степенью бакалавра истории, экономики и французского языка. Некоторое время работал школьным учителем, вскоре стал исполняющим обязанности административного секретаря в министерстве социальных служб. В 1963 г. ему была присуждена стипендия Карибской комиссии для получения диплома государственного управления на Ямайке, и по окончании курса с отличием он проходил там трёхмесячную стажировку в Министерстве развития и благосостояния.
По возвращении на Сент-Китс он служил секретарем Комиссии Кэмпбелла, расследовавшей ситуацию в сахарной промышленности острова. К 1969 году он дослужился до поста секретаря кабинета министров и постоянного секретаря по вопросам учреждений и внешним связям. Благодаря британской стипендии технической помощи в 1969 г. он смог поступить на юридический факультет, а в 1971 г. был принят в адвокатское сообщество Миддл Темпл.
В 1975—1980 гг. — губернатор Сент-Кристофер-Невис-Ангильи. В 1976 г. королевой Елизаветой II был возведен в рыцарское достоинство. В 1980 г. оказался в эпицентре политической дискусси. По итогам выборов Лейбористская партия получила четыре из семи мест на Сент-Китсе, а движение «Народное действие» получило три места и сформировало коалицию с Партией реформ Невиса, которая получила два места. Хотя некоторые считали, что лейбористам нужно было позволить сформировать правительство, поскольку они имели большинство мест на Сент-Китсе и большинство голосов в целом. Однако по конституции значение имеет количество выигранных мест, и Иннисс поручил сформировать кабинет коалиции во главе с Кеннеди Симмондсом.
В 1980—1981 гг. (после выхода из состава федерации трёх островов Ангильи) — губернатор Сент-Китс и Невис. В 1981 г. он отказался принять законопроект, принятый правительством Симмондса, считая его неконституционным. Симмондс в ответ направил Елизавете II обращение с просьбой прекратить полномочия губернатор-губернатора, что произошло в ноябре того же года.
По завершении полномочий организовал юридическую практику, которая вскоре была преобразована в юридическую компанию Inniss and Inniss с его дочерью Анджелой в качестве партнера.
Ещё находясь на посту губернатора, написал и издал «Историю городов Вест-Индии». Книга приобрела популярность и несколько раз была переиздана. Также опубликовал книгу «Сорок лет борьбы: рождение лейбористской партии Сент-Китса и методизма на Сент-Китсе 1787—2006».
На протяжении ряда лет занимал пост президента Общества национального парка Бримстон-Хилл и выступил инициатором Недели истории и наследия, позже — Месяца истории и наследия. Был активным членом методистской церкви.

## Награды и звания
Кавалер ордена Британской империи (1967).